# Heckler & Koch USP
Heckler & Koch USP (Universelle Selbstladepistole ali Universal Self-loading Pistol) je polavtomatska pištola, ki je bila načrtovana in se še vedno proizvaja v nemški tovarni orožja Heckler & Koch.